# حسين أباد (أملش الشمالي)
حسین أباد (بالفارسية: حسین‌آباد) هي قرية تقع في إيران في قسم أملش الشمالی الريفي. يقدر عدد سكانها بـ 207 نسمة .